# Tour de l'Alt Var 2012
El Tour de l'Alt Var 2012, 44a edició del Tour de l'Alt Var, es va disputar entre el 18 i el 19 de febrer de 2012 sobre un recorregut de 394,6 km repartits entre dues etapes. La cursa formava part del calendari de l'UCI Europa Tour 2012, amb una categoria 2.1.
La cursa fou guanyada pel britànic Jonathan Tiernan-Locke (Endura Racing), vencedor de la segona etapa, amb sis segons sobre els francesos Julien El Fares (Type 1-Sanofi) i Julien Simon (Saur-Sojasun). Tiernan-Locke també guanyà la classificació per punts. L'austríac Georg Preidler (Type 1-Sanofi) guanyà la classificació de la muntanya, Romain Hardy (Bretagne-Schuller) la dels joves i el Saur-Sojasun fou el millor equip.

## Equips
L'organització convidà a 20 equips: 9 World Tour, 8 equips continentals professionals i 5 equips continentals
| Núm.    | Codi | Equip                         |
| ------- | ---- | ----------------------------- |
| 1-8     | EUC  | Team Europcar                 |
| 11-18   | GRM  | Team Garmin-Barracuda         |
| 21-28   | ALM  | AG2R La Mondiale              |
| 31-38   | FDJ  | FDJ-BigMat                    |
| 41-48   | BMC  | BMC Racing Team               |
| 51-58   | VCD  | Vacansoleil-DCM               |
| 61-68   | AST  | Astana Pro Team               |
| 71-78   | OGE  | Orica-GreenEDGE               |
| 81-88   | SAX  | Team Saxo Bank                |
| 91-98   | TT1  | Team Type 1-Sanofi            |
| 101-108 | ACC  | Accent Jobs-Willems Veranda's |

| Núm.    | Codi | Equip                       |
| ------- | ---- | --------------------------- |
| 111-118 | COF  | Cofidis, le Crédit en Ligne |
| 121-128 | SAU  | Saur-Sojasun                |
| 131-138 | PRO  | Project 1t4i                |
| 141-148 | BSC  | Bretagne-Schuller           |
| 151-158 | RLM  | Roubaix-Lille Métropole     |
| 161-168 | EDR  | Endura Racing               |
| 171-178 | SPI  | SpiderTech powered by C10   |
| 181-188 | AUB  | Auber 93                    |
| 191-198 | VRU  | Véranda Rideau-Super U      |
| 201-208 | LPM  | La Pomme Marseille          |
| 211-218 | MOV  | Movistar Team               |

## Etapes
| Etapa | Data         | Recorregut                   |                         | Km    | Vencedor d'etapa             | Líder de la general          |
| ----- | ------------ | ---------------------------- | ----------------------- | ----- | ---------------------------- | ---------------------------- |
| 1a    | 16 de febrer | Draguignan - La Croix-Valmer | Etapa plana             | 189,2 | Romain Hardy (FRA)           | Romain Hardy (FRA)           |
| 2a    | 17 de febrer | Fréjus - Fayence             | Etapa de mitja muntanya | 205,4 | Jonathan Tiernan-Locke (GBR) | Jonathan Tiernan-Locke (GBR) |

## Classificació final
|    | Ciclista                     | Equip                 | Temps       |
| -- | ---------------------------- | --------------------- | ----------- |
| 1  | Jonathan Tiernan-Locke (GBR) | Endura Racing         | 10h 10' 29" |
| 2  | Julien El Fares (FRA)        | Type 1-Sanofi         | + 6"        |
| 3  | Julien Simon (FRA)           | Saur-Sojasun          | + 9"        |
| 4  | Romain Hardy (FRA)           | Bretagne-Schuller     | + 13"       |
| 5  | Simon Clarke (AUS)           | GreenEDGE             | + 18"       |
| 6  | Jonathan Hivert (FRA)        | Saur-Sojasun          | + 20"       |
| 7  | Christophe Le Mével (FRA)    | Garmin-Barracuda      | + 24"       |
| 8  | Maxime Bouet (FRA)           | AG2R La Mondiale      | + 28"       |
| 9  | Fredrik Kessiakoff (SWE)     | Astana Qazaqstan Team | + 28"       |
| 10 | Pierrick Fédrigo (FRA)       | FDJ-BigMat            | + 28"       |